# Mireia Benito
Benito  Pellicer est un nom espagnol. Le premier nom de famille, en général paternel, est Benito ; le second, en général maternel, souvent omis, est Pellicer.
Mireia Benito Pellicer, née le 30 décembre 1996 à Llorenç del Penedès, est une coureuse cycliste espagnole.

## Biographie
Mireia Benito joue au basket-ball durant son adolescence et découvre le au cyclisme pour se remettre d'une blessure au genou. En 2017, à l'âge de 21 ans, elle participe pour la première fois aux championnats d'Espagne et en 2018, elle décide de se consacrer entièrement au cyclisme.
Dès 2019, elle rejoint l'équipe UCI catalane Massi-Tactic et participe pour la première fois à des courses internationales. Dans sa première saison avec Massi-Tactic, elle prend la troisième place du championnat d'Espagne sur route. En 2021, elle intègre pour la première fois le top dix d'une course internationale sur une étape du Tour de l'Ardèche. En 2022, elle fait ses premières apparitions en équipe nationale aux Jeux Méditerranéens et aux championnats d'Europe. Durant cette période, elle combine sport et études, obtenant une maîtrise en biologie moléculaire et une formation d'enseignant. Elle ne remporte aucune course UCI pour Massi-Tactic, mais est notamment élue coureuse la plus combative du Tour du Pays basque féminin 2022.
Pour 2023, elle rejoint l'équipe belge AG Insurance-Soudal, ce qui lui permet pour la première fois de se consacrer pleinement au sport. Le 23 juin, elle devient championne d'Espagne du contre-la-montre avec une seconde d'avance sur la triple tenante du titre Mavi García. Elle décroche ainsi sa première victoire dans une course UCI. Un mois plus tard, sa participation au Tour de France Femmes 2023 se termine prématurément après une chute lors de la première étape. En 2024, elle défend avec succès son titre de championne nationale du contre-la-montre.

## Palmarès sur route

### Par années
- 2019
  - 3e du championnat d'Espagne sur route
- 2022
  - 2e du Tour du Portugal
- 2023
  -  Championne d'Espagne du contre-la-montre
  - 3e du championnat d'Espagne sur route
- 2024
  -  Championne d'Espagne du contre-la-montre
- 2025
  -  Championne d'Espagne du contre-la-montre
  - 6e du Tour de Romandie

### Résultats sur les grands tours

#### Tour d'Italie
1 participation
- 2025 : 31e

#### Tour de France
1 participation
- 2023 : abandon (1re étape)

#### Tour d'Espagne
1 participation
- 2025 : non-partante (1re étape)

### Classements mondiaux
| Année                                 | 2019 | 2020 | 2021 | 2022 | 2023 | 2024 |
| ------------------------------------- | ---- | ---- | ---- | ---- | ---- | ---- |
| Classement UCI                        | 510e | 774e | 556e | 258e | 252e | 114e |
| UCI World Tour                        | nc   | nc   | nc   | nc   | 255e | 278e |
|                                       |      |      |      |      |      |      |
| Légende : nc = non classéSource : UCI |      |      |      |      |      |      |